# Trachelospermum
Trachelospermum é um género botânico pertencente à família Apocynaceae.